# Засоби масової інформації Сомаліленду
Сомаліленд — самопроголошена країна на Сомалійському півострові. З моменту проголошення незалежності від Сомалі Сомаліленд підтримав свободу вираження поглядів і свободу преси. Відповідно до Конституції Сомаліленду та законів про ЗМІ, наклеп і дифамація не є кримінальними злочинами; потерпілі сторони можуть звернутися до цивільних судів за захистом своїх прав.

## Історія
Першим сомалійським радіо було Радіо Куду, нині відоме як Радіо Харґейса, і воно досі залишається єдиним радіо, яке працює в Сомаліленді. Радіо Харґейса було засноване в 1942 році, під назвою Радіо Куду була заснована британська колонія, коли Сомаліленд здобув незалежність від Британії 26 червня 1960 року, Радіо Куду було перейменовано на Радіо Харґейса і воно стало державним ЗМІ.
Сомаліленд об'єднав Сомалі, утворивши «Республіку Сомалі» через дев'ять років, республіка була повалена військовими в 1969 році. за часів військового режиму не існувало ЗМІ та законів про ЗМІ, всі ЗМІ були державними, за винятком BBC Сомалі. той час був темним часом для всіх сомалійських ЗМІ, особливо для ЗМІ Сомаліленду.

## Телебачення
- Ardaa TV
- Horn Cable Television
- Somaliland National TV
- SOMNEWS TV
- Eryal TV
- Saab TV
- Bulsho TV
- Baddacas24 TV
- Kalsan TV
- True Cable TV
- Star TV
- Rayo TV
- Horyaal TV
- Codka Bariga Afrika — CBA TV
- MM Somali TV
- Sahan TV

## Новинні портали
- Oodweynenews.com
- Somaliland Post[3]
- Berberanews.com
- Somalilandsun.com
- Somalilandchronicle.com
- Qarannews.com
- Gabiley.net
- Boramanews.com
- Arabsiyonews.com
- Somtribune.com
- Hargeisapress.com
- Hayaannews.net
- Araweelonews.com
- Aftahannews.com
- Hadhwanaagnews.com